# Ostașkî, Hmelnîțkîi
Ostașkî (în ucraineană Осташки) este o comună în raionul Hmelnîțkîi, regiunea Hmelnîțkîi, Ucraina, formată numai din satul de reședință.

## Demografie
Componența lingvistică a comunei Ostașkî
     Ucraineană (98,17%)
     Rusă (1,83%)
Conform recensământului din 2001, majoritatea populației comunei Ostașkî era vorbitoare de ucraineană (98,17%), existând în minoritate și vorbitori de rusă (1,83%).